# Žďár nad Orlicí
Žďár nad Orlicí (deutsch Brand a.d. Adler) ist eine Gemeinde mit 436 Einwohnern in Ostböhmen (Tschechien). Sie liegt drei Kilometer nordwestlich von Borohrádek in 257 m ü. M. und gehört dem Bezirk Rychnov nad Kněžnou in der Region Königgrätz an.

## Geographie
Der vom Žďárský potok durchflossene Ort befindet sich am linken Ufer der Stillen Adler, die sich einen reichlichen Kilometer nördlich mit der Wilden Adler zur Adler vereint. Die Ortsteile Chotiv und Světlá liegen zwischen beiden Flüssen am linken Ufer der Wilden Adler, letzterer direkt am Zusammenfluss.
Nachbarorte sind Nová Ves im Nordwesten, Albrechtice im Norden und Borohrádek im Südosten.

## Geschichte
Die erste urkundliche Erwähnung des Ortes erfolgte 1342.

## Gemeindegliederung
Zur Gemeinde Žďár nad Orlicí gehören die Ortsteile Chotiv (Chotiw) und Světlá (Lichtengrund) und der Weiler Horní Žďár.